# Dani Rivas Fernández
Dani Rivas Fernández   (Moaña, 13 de març de 1988 - Salinas, 19 de juliol de 2015) va ser un pilot de motociclisme gallec especialitzat en curses de Superstock. Competí en el Superstock 600, en la Superstock 1000 FIM Cup i en Moto2. Morí el 19 de juliol de 2015 juntament amb Bernat Martínez a causa de les lesions sofertes en un accident a Laguna Seca.